# Alex Newport
Alex Newport (Wolverhampton, Inglaterra; 12 de septiembre de 1970) es un músico, productor y compositor inglés, conocido por ser el guitarrista, vocalista y cofundador de la banda Fudge Tunnel. También es conocido por ser el cofundador de la banda de metal industrial y groove metal Nailbomb, junto con el músico Max Cavalera (ex Sepultura, Soulfly y Cavalera Conspiracy). 

## Biografía
Newport nació en Wolverhampton, Inglaterra, en 1970. Actualmente vive en Los Ángeles y es propietario del estudio de grabación Future Shock.
Después de producir trabajos para At the Drive-In (In/Casino/Out, 1997 y Vaya, 1998) y The Mars Volta (Tremulant, 2001), en adición a proyectos con Knapsack, Samiam y The Melvins, Newport se ha convertido en un productor afamado.
En 2008 Newport mezcló "Long Division" para el álbum Narrow Stairs de Death Cab For Cutie, y su trabajo le valió una nominación al premio Grammy. También mezcló temas para The Loud Wars, de la banda So Many Dynamos.
Como músico, ha sido parte de las bandas Fudge Tunnel y del proyecto Nailbomb (junto a Max Cavalera, fundador de la banda brasileña Sepultura), entre algunas otras.

## Colaboraciones
La lista incluye los artistas más importantes con los que Newport ha colaborado.
- At The Drive-In
- Bloc Party
- Death Cab for Cutie
- Fudge Tunnel
- Nailbomb
- Ikara Colt
- Knapsack
- The Mars Volta
- Me First and the Gimme Gimmes
- The Mountain Goats
- The Melvins
- Nate Mendel
- No Devotion
- Omar Rodríguez-López
- The Sounds
- Young Legionnaire
- System Of A Down